# Central hidroeléctrica Pullinque
La central hidroeléctrica Pullinque es una planta transformadora de energía hidráulica en eléctrica de pasada ubicada a 12 km de Panguipulli que aprovecha el caudal del río Huanehue de la cuenca del río Valdivia en la Región de Los Ríos. Entró en operaciones en abril de 1962 con una capacidad de 48,6 MW.: 12 

## Historia
La central fue avisada por primera vez en 1951 cuando la empresa estatal chilena Endesa aprobó la confección de un proyecto para su construcción. En 1954 se obtuvieron los derechos provisionales de agua (definitivos en 1958) y se hicieron algunos trabajos iniciales en espera del crédito del Banco Internacional de Reconstrucción y Fomento. Una vez firmado el contrato para la central Pullinque, central hidroeléctrica Isla y una ampliación de la central hidroeléctrica Abanico, los trabajos tomaron mayor envergadura.
Como es sabido, el 22 de mayo de 1960 estremeció al sur de Chile el Terremoto de Valdivia de 1960 (el de mayor magnitud registrado en la historia) y provocó, entre muchos otros pérdidas de vida y daños materiales, derrumbes de laderas que obstruyeron en curso del Río San Pedro (Calle-Calle) con el consiguiente peligro de una devastadora ola sobre la ciudad de Valdivia que produciría la rotura de la obstrucción. Ante la emergencia, el gobierno ordenó concentrar los esfuerzo de la fuerza de trabajo a normalizar el flujo en el río San Pedro. Los trabajos de remoción de los obstáculos tomaron 2 meses, tras los cuales se continuaron los trabajos. En abril de 1962 la central hidroeléctrica comenzó su producción.

Planta general de las obras de la central Pullinque.

## Sistema Pullinque
El río Huenahue es el emisario del lago Calafquén que durante su corto trayecto descansa sus aguas en el lago Pullinque para finalmente desembocar en el lago Panguipulli. Con el fin de utilizar la fuerza hidráulica del caudal, el sistema Pullinque desvía aguas a la salida del lago Pullinque mediante una bocatoma, las conduce por medio de un canal casi paralelo a la ribera norte del río Huanahue hasta llegar a la cámara de carga. Al contrario del curso natural del Huanahue, la pendiente del canal de aducción es la mínima necesaria para lograr su traslado. La diferencia en las pendientes es la causa de que tras 4800 m de recorrido exista una diferencia de nivel aprovechable de 48 m. Desde la cámara de carga, donde termina el canal, son entubadas y bajan por las tuberías de presión hasta las tres turbinas que generan 48 MW.